# Spie al ristorante
Spie al ristorante (Mystery Diners) è un programma televisivo statunitense prodotto dalla T Group Productions e trasmesso originariamente sul canale Food Network dal 2012 al 2016. In Italia è andato in onda in chiaro su Fine Living fino a maggio 2017, momento dal quale va in onda sulla versione italiana di Food Network. In Italia, la trasmissione è iniziata dalla terza stagione, mentre le prime due vennero trasmesse per ultime. Molti episodi delle stagioni 6, 7 e 9 sono stati tradotti e adattati da Change the Word.

## Contenuti
Il programma è condotto da Charles Stiles, fondatore della Business Evaluation Service, azienda privata dedita al controllo delle attività di ristorazione, ed è incentrato sulle indagini in incognito (effettuate tramite telecamere nascoste e persone infiltrate) richieste dai proprietari di alcuni ristoranti per scovare i dipendenti che si comportano in maniera scorretta sul posto di lavoro.
A partire dalla 9ª stagione sono stati apportati dei cambiamenti al format, con l'inserimento di investigatori privati e il rinnovamento delle apparecchiature e delle grafiche, giustificati dal fatto che gli staff dei ristoranti sono a conoscenza dello spettacolo e della compagnia, diventando più esperti e furbi nelle loro truffe.
Sebbene il proprietario sia di solito la persona che contatta gli investigatori, a volte il contatto può agire per conto dei proprietari. In diverse occasioni, un dipendente subordinato o un partner ha contattato Stiles per vendicarsi di un proprietario accusato di supervisione negligente, di gestione del ristorante o di furto. Diversi episodi hanno anche visto Stiles che conduce un'investigazione per conto di un proprietario che valuta l'affidabilità di terzi ai quali vogliono vendere il proprio ristorante. In molti casi gli acquirenti hanno dimostrato di avere cattive intenzioni per il loro acquisto.
Nella 10ª stagione, Charles recluta come sua spia un uomo precedentemente licenziato da un altro locale, Hal, che appare in altre due puntate oltre a quella citata.

### Svolgimento della puntata
All'inizio dell'episodio Charles Stiles si incontra con il proprietario del ristorante per discutere del problema prima dell'apertura e così apprende dei possibili sospetti. Mentre la squadra prepara l'appostamento il narratore fornisce dettagli su dove sono state installate le telecamere e i microfoni nascosti, di solito con una planimetria del locale. I microfoni e le telecamere sono installati solo nelle aree del ristorante dove ciò è legalmente consentito e clienti e dipendenti non hanno alcuna particolare privacy (servizi igienici e spogliatoi sono quindi esclusi dalle riprese), e talvolta sono allestiti all'esterno.
In ogni puntata un membro del team di investigatori agisce sotto copertura e viene presentato come cameriere tirocinante dal titolare, così trascorre un certo numero di giorni nel ristorante prima dell'indagine. Gli altri membri della squadra appaiono come commensali, tenendo traccia dei progressi del servizio e della qualità del cibo e, in generale, osservano lo staff per aiutare a rivelare cosa succede durante le normali operazioni del locale.
Charles e il proprietario operano da una sala di controllo, all'interno di una parte isolata dell'edificio o di un altro edificio vicino preso in affitto temporaneamente, con un certo numero di televisori LCD che mostrano le riprese in diretta e viene utilizzato un sistema di commutazione, insieme al monitoraggio audio della struttura.
A partire dalla 9ª stagione il team di Charles mette talvolta in azione droni e telecamere mobili e ha anche ingaggiato degli investigatori privati che mostrano al proprietario le informazioni che hanno trovato sui dipendenti e i dettagli che sono collegati ad attività illegali.
Dopo aver appurato abbastanza, il proprietario riunisce i membri dello staff responsabili dei problemi e li porta nella sala di controllo per essere affrontati insieme a Stiles, un evento che di solito finisce con il licenziamento dei dipendenti e, occasionalmente, l'intervento di forze dell'ordine se uno scontro diventa violento. I membri dello staff innocenti che dimostrano di essere stati manipolati dal disonesto membro del personale sono normalmente risparmiati dai proprietari.
Nella parte finale della puntata, durante i titoli di coda, il narratore racconta agli spettatori cosa è successo all'indomani dell'investigazione agli ex dipendenti, ai dipendenti rimasti e a chiunque altro sia stato coinvolto, oltre a riferire sullo stato corrente del ristorante. Un avviso alla fine di ogni episodio riporta che "Alcuni eventi potrebbero essere stati rimessi in scena per scopi drammatici".

## Critica sull'autenticità
Il critico televisivo Ben Pobjie ha scritto: «Spie al ristorante ha ottenuto un enorme successo su SBS Food Network nonostante non abbia fatto alcun tentativo di apparire convincente. Questo spettacolo, che pretende di "esporre" i dipendenti dei ristoranti a tradire la fiducia dei datori di lavoro, contiene così tanti scenari non plausibili, attori inetti e affermazioni chiaramente false da essere, davvero, abbastanza sorprendente».
Nell'episodio 11 della nona stagione, Stiles ha affermato che stavano utilizzando nell'investigazione una nuovissima tecnologia chiamata "stingray", che poteva intercettare i messaggi di testo dal telefono di una persona. L'uso di tale tecnologia per intercettare i messaggi di testo di qualcuno senza il suo permesso è considerato una violazione di una serie di leggi sulla privacy ed è improbabile che lo spettacolo abbia fatto una cosa del genere rischiando un'azione legale.  Nello stesso episodio, un investigatore privato è stato mostrato mentre faceva un appostamento e riprendeva uno dei dipendenti, egli aveva in mano una videocamera che chiaramente sarebbe stata notata dal dipendente e che non era stata nascosta o mascherata in alcun modo.
Un altro evento che ha messo in dubbio l'autenticità dello spettacolo, è stato nell'episodio 134 dell'undicesima stagione in cui l'indagine è condotta in un ristorante a Brooklyn, New York. L'episodio mostra un addetto al parcheggio che posiziona un'auto in un punto proibito e l'auto viene successivamente rimorchiata via da una società di rimorchio privata. Sulle strade pubbliche di New York è la polizia, il NYPD, responsabile del traino di auto parcheggiate illegalmente e non una società privata.

## Puntate
| Stagione            | Puntate | Prima TV originale | Prima TV Italia |
| ------------------- | ------- | ------------------ | --------------- |
| Prima stagione      | 8       | 2011-2012          | 2019            |
| Seconda stagione    | 13      | 2012-2013          | 2019            |
| Terza stagione      | 13      | 2013               | 2014            |
| Quarta stagione     | 13      | 2013               | 2014            |
| Quinta stagione     | 13      | 2014               | 2014            |
| Sesta stagione      | 13      | 2014               | 2014            |
| Settima stagione    | 13      | 2014               | 2014            |
| Ottava stagione     | 13      | 2014-2015          | 2015            |
| Nona stagione       | 15      | 2015               | 2018            |
| Decima stagione     | 14      | 2015               | 2017            |
| Undicesima stagione | 15      | 2015-2016          | 2017            |